# Marcus Johansson (Eishockeyspieler, 1990)
Marcus Lars Johansson (* 6. Oktober 1990 in Landskrona) ist ein schwedischer Eishockeyspieler, der seit Februar 2023 erneut bei den Minnesota Wild aus der National Hockey League (NHL) unter Vertrag steht. Zuvor verbrachte der Center bereits in Summe etwa acht Jahre bei den Washington Capitals, die ihn im NHL Entry Draft 2009 an 24. Position ausgewählt hatten. Zwischenzeitlich war er in der NHL zudem für die New Jersey Devils, Boston Bruins, Buffalo Sabres und Seattle Kraken aktiv. Mit der schwedischen Nationalmannschaft gewann er die Silbermedaille bei den Olympischen Winterspielen 2014.

## Karriere
Marcus Johansson begann seine Karriere als Eishockeyspieler in der Nachwuchsabteilung der Malmö Redhawks, für deren U18-Junioren er in der Saison 2006/07 aktiv war. Anschließend wechselte er in die Nachwuchsabteilung des Färjestad BK, für dessen Profimannschaft er in den Playoffs der Saison 2007/08 sein Debüt in der Elitserien, der höchsten schwedischen Spielklasse, gab. In der folgenden Spielzeit konnte sich der Center einen Stammplatz bei Färjestad BK erspielen und wurde mit seiner Mannschaft Schwedischer Meister. Zu diesem Erfolg trug er mit je fünf Toren und fünf Vorlagen in insgesamt 51 Spielen bei. Von 2007 bis 2009 kam er zudem als Leihspieler für Färjestad Kooperationspartner Skåre BK in der drittklassigen Division 1 zum Einsatz. Nach dem Gewinn des Meistertitels mit Färjestad BK wurde er im NHL Entry Draft 2009 in der ersten Runde als insgesamt 24. Spieler von den Washington Capitals ausgewählt, blieb zunächst jedoch ein weiteres Jahr beim FBK und konnte sich dort auf zehn Tore und 15 Vorlagen in 47 Spielen steigern. Beim KHL Junior Draft 2010 wurde er in der sechsten Runde an Position 133 von SKA Sankt Petersburg ausgewählt.
Im Sommer 2010 wurde Johansson von seinem Draftteam Washington Capitals nach Nordamerika beordert und konnte sich in der Saison 2010/11 auf Anhieb in der National Hockey League durchsetzen, in der er zu den Stammspielern der Capitals gehörte. Zudem bestritt er zwei Spiele für Washingtons Farmteam, die Hershey Bears, in der American Hockey League. Bis zum Sommer 2017 bestritt der Schwede über 500 Spiele für den Hauptstadtklub, ehe er am 2. Juli 2017 im Tausch für ein Zweit- und Drittrunden-Wahlrecht im NHL Entry Draft 2018 an die New Jersey Devils abgegeben wurde. Bei den Devils gelang es dem Schweden im Verlauf der folgenden eineinhalb Jahre nicht, an die Leistungen anzuknüpfen. Da die Devils kein Interesse an einer Weiterverpflichtung über das Vertragsende im Sommer 2019 hinaus hatten, transferierten sie ihn im Februar 2019 im Tausch für ein Zweitrunden-Wahlrecht im NHL Entry Draft 2019 und ein Viertrunden-Wahlrecht im NHL Entry Draft 2020 zu den Boston Bruins. Zudem übernahmen die Devils weiterhin 40 Prozent des Gehalts bis zum Saisonende.
Bei den Bruins beendete er die Saison und wechselte anschließend im Juli 2019 als Free Agent zu den Buffalo Sabres, bei denen er einen Zweijahresvertrag unterzeichnete, der ihm ein durchschnittliches Jahresgehalt von 4,5 Millionen US-Dollar einbringen soll. Bereits nach einem Jahr wurde er jedoch im September 2020 zu den Minnesota Wild transferiert, die im Gegenzug Eric Staal nach Buffalo schickten. In Minnesota wurde sein auslaufender Vertrag im Sommer 2021 nicht verlängert, sodass er sich als Free Agent den neu gegründeten Seattle Kraken anschloss. Dort lief er jedoch nur bis März 2022 auf, als er zur Trade Deadline zu seinem früheren Arbeitgeber, den Washington Capitals, zurückkehrte. Im Gegenzug erhielt Seattle Daniel Sprong, ein Viertrunden-Wahlrecht im NHL Entry Draft 2022 sowie ein Sechstrunden-Wahlrecht im NHL Entry Draft 2023, während die Kraken weiterhin die Hälfte von Johanssons Gehalt übernahmen. In Washington war er anschließend nur bis Februar 2023 aktiv, ehe er zu den Minnesota Wild zurückkehrte und die Capitals dafür ein Drittrunden-Wahlrecht im NHL Entry Draft 2024 erhielten.

### International

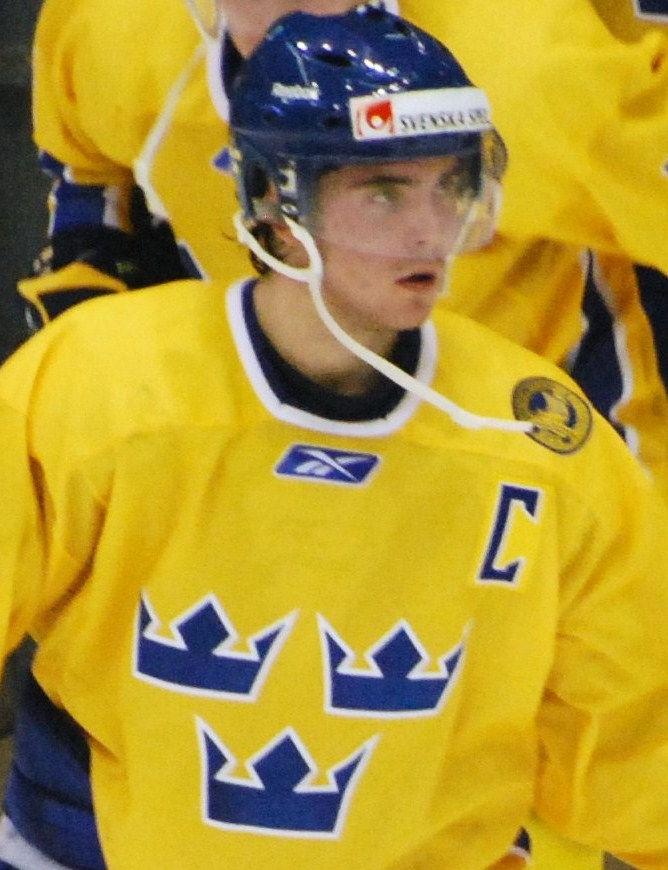
Johansson im Trikot Schwedens bei der U20-Junioren-Weltmeisterschaft 2010

Für Schweden nahm Johansson im Juniorenbereich an den U18-Junioren-Weltmeisterschaften 2007 und 2008 sowie den U20-Junioren-Weltmeisterschaften 2009 und 2010 teil. Bei der U18-WM 2007 und bei der U20-WM 2010 gewann er mit seiner Mannschaft jeweils die Bronze-, bei der U20-WM 2009 die Silbermedaille. Bei der U20-WM 2010 war er zudem Mannschaftskapitän Schwedens.
Für die A-Nationalmannschaft seines Heimatlandes debütierte Johansson bei der Euro Hockey Tour 2012/13, ehe er mit den Tre Kronor die Silbermedaille bei den Olympischen Winterspielen 2014 gewann. Über zehn Jahre später bestritt der Stürmer mit der Weltmeisterschaft 2024 sein erstes WM-Turnier und gewann dort mit der Mannschaft die Bronzemedaille. Im Jahr 2025 wiederholte er den Erfolg.

## Erfolge und Auszeichnungen
- 2009 Schwedischer Meister mit dem Färjestad BK

### International
| - 2007 Bronzemedaille bei der U18-Junioren-Weltmeisterschaft - 2009 Silbermedaille bei der U20-Junioren-Weltmeisterschaft - 2010 Bronzemedaille bei der U20-Junioren-Weltmeisterschaft | - 2014 Silbermedaille bei den Olympischen Winterspielen - 2024 Bronzemedaille bei der Weltmeisterschaft - 2025 Bronzemedaille bei der Weltmeisterschaft |

## Karrierestatistik
Stand: Ende der Saison 2024/25

### International
Vertrat Schweden bei:
| - U18-Junioren-Weltmeisterschaft 2007 - U18-Junioren-Weltmeisterschaft 2008 - U20-Junioren-Weltmeisterschaft 2009 - U20-Junioren-Weltmeisterschaft 2010 | - Olympischen Winterspielen 2014 - Weltmeisterschaft 2024 - Weltmeisterschaft 2025 |

(Legende zur Spielerstatistik: Sp oder GP = absolvierte Spiele; T oder G = erzielte Tore; V oder A = erzielte Assists; Pkt oder Pts = erzielte Scorerpunkte; SM oder PIM = erhaltene Strafminuten; +/− = Plus/Minus-Bilanz; PP = erzielte Überzahltore; SH = erzielte Unterzahltore; GW = erzielte Siegtore; 1 Play-downs/Relegation; Kursiv: Statistik nicht vollständig)

## Familie
Marcus Johanssons Bruder Martin ist ebenfalls professioneller Eishockeyspieler. Auch sein Onkel Gunnar war ein Profispieler und ist mittlerweile als Trainer tätig.